# Scincella beddomei
Scincella beddomei är en ödleart som beskrevs av  George Albert Boulenger 1887. Scincella beddomei ingår i släktet Scincella och familjen skinkar. Inga underarter finns listade i Catalogue of Life.